# ئی‌پی (آلبوم محسن یگانه)
محسن یگانه در آستانه سال نو (۱۳۹۳)، آلبومی با سه قطعه به صورت اینترنتی منتشر کرد. این آلبوم شامل دو قطعه جدید به نام‌های «مرد» و «عید هر سال» و یک ریمیکس از قطعه «باور کنم» است. ترانه و ملودی هر سه قطعه از خود یگانه است.
قطعه «مرد» توسط «احسان حبیبی» تنظیم شده، «عید هر سال» را «امین طالعی» تنظیم کرده و ریمیکس «باور کنم» توسط «گروه پازل» آماده انتشار شده است.

## فهرست ترانه‌ها
| شماره | نام                 | سراینده    | آهنگساز    | تنظیم‌کننده  | مدت  |
| ----- | ------------------- | ---------- | ---------- | ----------- | ---- |
| ۱.    | «مرد»               | محسن یگانه | محسن یگانه | احسان حبیبی | ۳:۵۶ |
| ۲.    | «باور کنم» (ریمیکس) | محسن یگانه | محسن یگانه | گروه پازل   | ۴:۰۵ |
| ۳.    | «عید هر سال»        | محسن یگانه | محسن یگانه | امین طالعی  | ۳:۵۳ |